# Irene Fenwick
Irene Fenwick, nata Irene Frizell (Chicago, 5 settembre 1887 – Beverly Hills, 24 dicembre 1936), è stata un'attrice statunitense.

## Biografia
Nata con il nome di Irene Frizell, recitò inizialmente in teatro dove debuttò a Broadway con The Brass Bottle del 1910. Dopo un primo matrimonio con Felix Isman, sposò lo sportivo Jay O'Brien, medaglia d'oro alle olimpiadi invernali per il bob a quattro. Debuttò sullo schermo nel 1915, in un film di George Fitzmaurice, The Commuters. Dopo una decina di film, si ritirò dal cinema tre anni dopo, nel 1917.
Ritornò a recitare in teatro. Si sposò un'ultima volta nel 1923 con l'attore Lionel Barrymore, conosciuto in palcoscenico mentre recitavano insieme. I due restarono sposati fino alla morte di Irene, avvenuta nel 1936 - a soli 49 anni - per complicazioni di un'anoressia nervosa.
Fu sepolta nel Calvary Cemetery di Los Angeles. Barrymore svenne in chiesa durante la funzione funebre); non si risposò più.
Nel 2004 Irene Fenwich apparve in filmati di repertorio di uno dei documentari dedicato alla famiglia Barrymore, per la serie tv Biography, creata da Agnes Nixon nel 1987.

## Filmografia
La filmografia è completa. 
- The Commuters, regia di George Fitzmaurice (1915)
- The Spendthrift, regia di Walter Edwin (1915)
- The Woman Next Door, regia di Walter Edwin (1915)
- The Green Cloak, regia di Walter Edwin (1915)
- The Sentimental Lady, regia di Walter Edwin (1915)
- The Child of Destiny, regia di William Nigh (1916)
- A Coney Island Princess, regia di Dell Henderson (1916)
- A Girl Like That, regia di Dell Henderson (1917)
- The Sin Woman, regia di George W. Lederer (1917)
- National Red Cross Pageant, regia di Christy Cabanne - Herald / episodio italiano (1917)

### Film o documentari dove appare Irene Fenwick
- The Barrymores, episodi tv della serie Biography - filmati di repertorio (2002)

## Spettacoli teatrali
- The Brass Bottle (Broadway, 11 agosto 1910)
- The Speckled Band  (Broadway, 21 novembre 1910)
- The Zebra (Broadway, 13 febbraio 1911)
- The Million (Broadway, 23 ottobre 1911)
- Hawthorne of the U.S.A. (Broadway, 4 novembre 1912)
- The Family Cupboard (Broadway, 21 agosto 1913)
- Along Came Ruth (Broadway, 23 febbraio 1914)
- The Song of Songs (Broadway, 22 dicembre 1914)
- Pay-day, di Oliver D. Bailey e Lottie Meaney (Broadway, 26 febbraio 1916)
- The Co-respondent (Broadway, 10 aprile 1916)
- The Guilty Man (Broadway, 17 agosto 1916)
- Bosom Friends (Broadway, 9 aprile 1917)
- Mary's Ankle (Broadway, 6 agosto 1917)
- Lord and Lady Algy (Broadway, 22 dicembre 1917)
- A Stitch in Time (Broadway, 15 ottobre 1918)
- Curiosity (Broadway, 18 dicembre 1919)
- The Claw (Broadway, 17 ottobre 1921)
- Laugh, Clown, Laugh! (Broadway, 28 novembre 1923)
- The Piker (Broadway, 15 gennaio 1925)
- Taps (Broadway, 14 aprile 1925)